# USS Maine

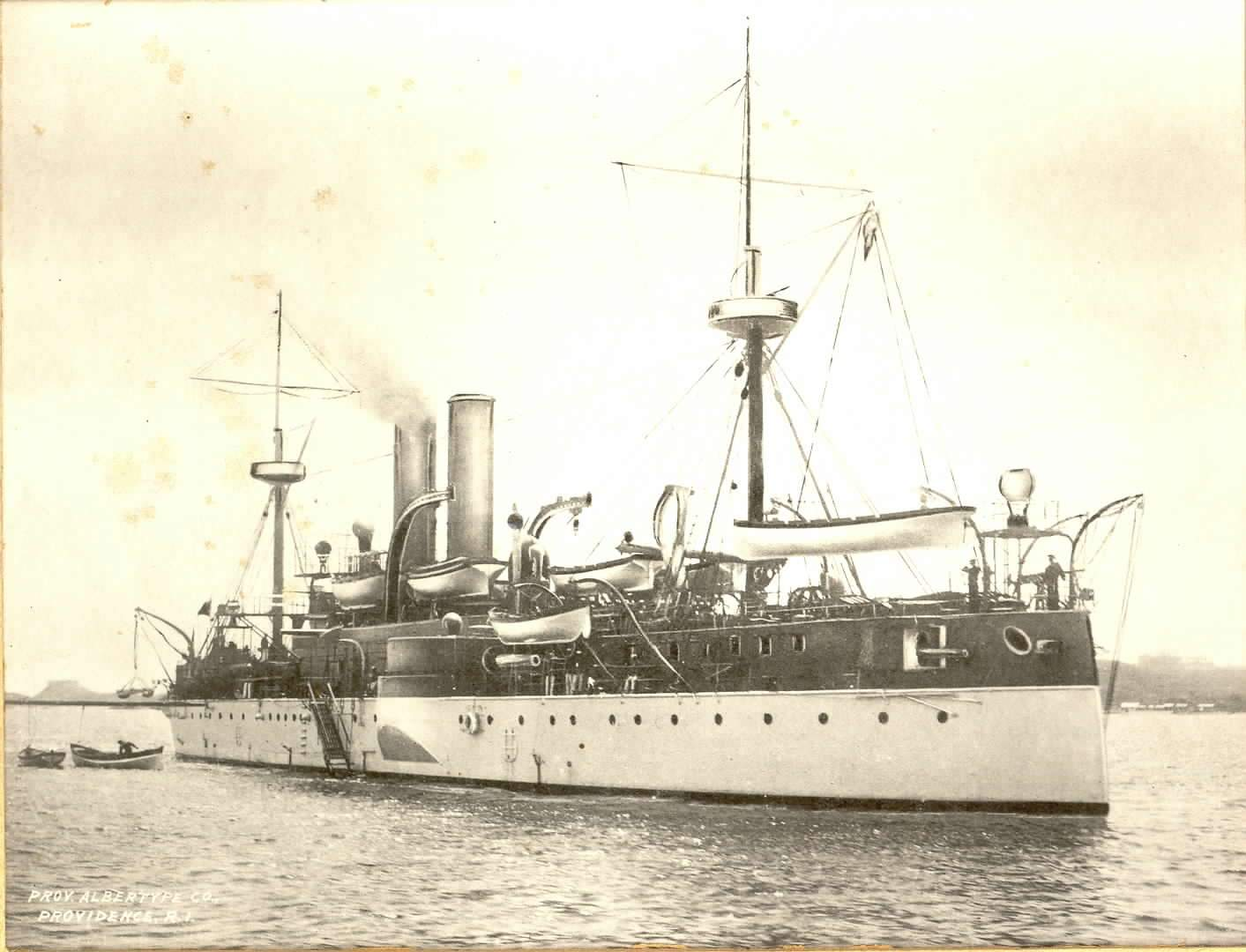
El Maine vist de popa, al port de l'Havana.

L'USS Maine (ACR-1) fou un cuirassat de l'Armada dels Estats Units. Es va començar a construir a la Drassana Naval de Nova York el 17 d'octubre de 1888 i fou botat el 18 de novembre de 1889. Va ser patrocinat per Alicia Tracy Willnerding, neta del Secretari de Marina Benjamin F. Tracy.

## Preparació i primeres missions
Després de diversos endarreriments, el Maine va ser assignat al servei militar actiu el 17 de setembre de 1895, i va salpar de les drassanes de Nova York el 5 de novembre de 1895 cap a Newport (Rhode Island), i després cap a Portland (Maine), per visitar l'estat del que en portava el nom. El 29 de novembre salpà per a inspecció i proves, essent assignat finalment a l'esquadra de l'Atlàntic Nord el 16 de desembre de 1895. L'endemà salpà cap a Fort Monroe (Virgínia), on arribà el dia de Nadal. Va estar destacat en aquest port fins al juny de 1896, i en sortí el dia 4 cap a Cayo Hueso (Florida) per a dos mesos de cursos i exercicis, fins a la seva tornada a Norfolk el 3 d'agost. El Maine va continuar amb extenses operacions costaneres fins a finals de 1897, quan va ser preparat per viatjar a Cuba per tal de protegir els ciutadans nord-americans en cas de successos violents en el conflicte entre Espanya i les forces insurrectes cubanes. L'11 de desembre 1897 salpà de Hampton Roads cap a Cayo Hueso, on arribà el dia 15. Allà se li uniren altres vaixells de l'esquadra de l'Atlàntic Nord per realitzar maniobres. Salpà de Cayo Hueso el 24 gener de 1898 cap a l'Havana.

## Naufragi del Maine

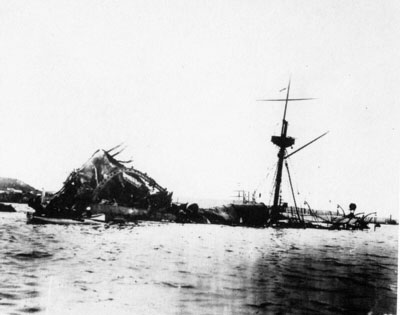
Les restes del Maine, abans d'enfonsar-se definitivament (1898).

L'enfonsament del Maine el 15 de febrer de 1898 va ser l'incident que va desencadenar la Guerra hispano-estatunidenca, que va concloure amb la pèrdua per part d'Espanya de les seves darreres colònies ultramarines (excepte el Marroc), i amb la independència de Cuba, Puerto Rico i les illes Filipines.
Invocant la necessitat d'assegurar els interessos dels residents nord-americans a l'illa, el govern nord-americà va decidir l'enviament a l'Havana del cuirassat de segona classe Maine. El 25 de gener de 1898, el Maine feu la seva entrada a l'Havana sense haver avisat prèviament de la seva arribada. En correspondència a aquest fet, el govern espanyol, que ho havia interpretat com una provocació, va enviar el creuer Vizcaya al port de Nova York.
A les 21:40 del 15 de febrer de 1898, una explosió il·luminà el port de l'Havana. El Maine havia saltat pels aires. Dels 355 tripulants, hi van morir 254 mariners i 2 oficials. La resta de l'oficialitat gaudia, a aquelles hores, d'un ball ofert en honor seu per les autoritats espanyoles.

## Tripulació i baixes
La tripulació del vaixell consistia en 355 homes: 26 oficials, 290 mariners i 39 infants de marina. D'aquests, hi hagué 261 morts:
- 2 oficials i 251 mariners i soldats morts directament en l'explosió o bé ofegats al mar.
- 7 més que van ser rescatats però van morir poc després a causa de les seves ferides.
- 1 oficial morí poc després per un xoc cerebral.

Del total de 94 supervivents, només 16 van sortir il·lesos.

## Conseqüències polítiques de l'incident
L'endemà, la premsa sensacionalista del grup Hearst publicà el següent titular: «El vaixell de guerra Maine, partit per la meitat per un artefacte infernal secret de l'enemic».
Per tal de determinar les causes de l'enfonsament es van crear dues comissions d'investigació, una d'espanyola i una altra de nord-americana, ja que el govern dels Estats Units es va negar a una comissió conjunta. La historiografia oficial espanyola apunta que els Estats Units van idear l'operació amb l'objectiu de tenir un casus belli que els permetés declarar la guerra a una Espanya arruïnada i en decadència que seguia posseint territoris prou rics. Els nord-americans van sostenir des del primer moment que l'explosió havia estat provocada des de l'exterior. La conclusió de la banda espanyola fou que l'explosió era deguda a causes internes del vaixell. Els espanyols van argumentar que no podia ser una mina, com pretenien els nord-americans, ja que no es va veure cap columna d'aigua i, a més, si la causa de l'explosió hagués estat una mina, no haurien d'haver esclatat els panyols de munició. En el mateix sentit, van fer notar que tampoc no hi havia peixos morts en el port, el que seria normal en una explosió provocada des de l'exterior.
Els Estats Units van acusar Espanya de l'enfonsament i van presentar un ultimàtum exigint la retirada espanyola de Cuba. Per la seva banda, el govern espanyol va rebutjar qualsevol vinculació amb l'enfonsament del Maine i es va rebutjar l'ultimàtum nord-americà, declarant-li la guerra per invasió dels seus territoris. Començava així la Guerra hispano-estatunidenca.